# Ordenação de mulheres

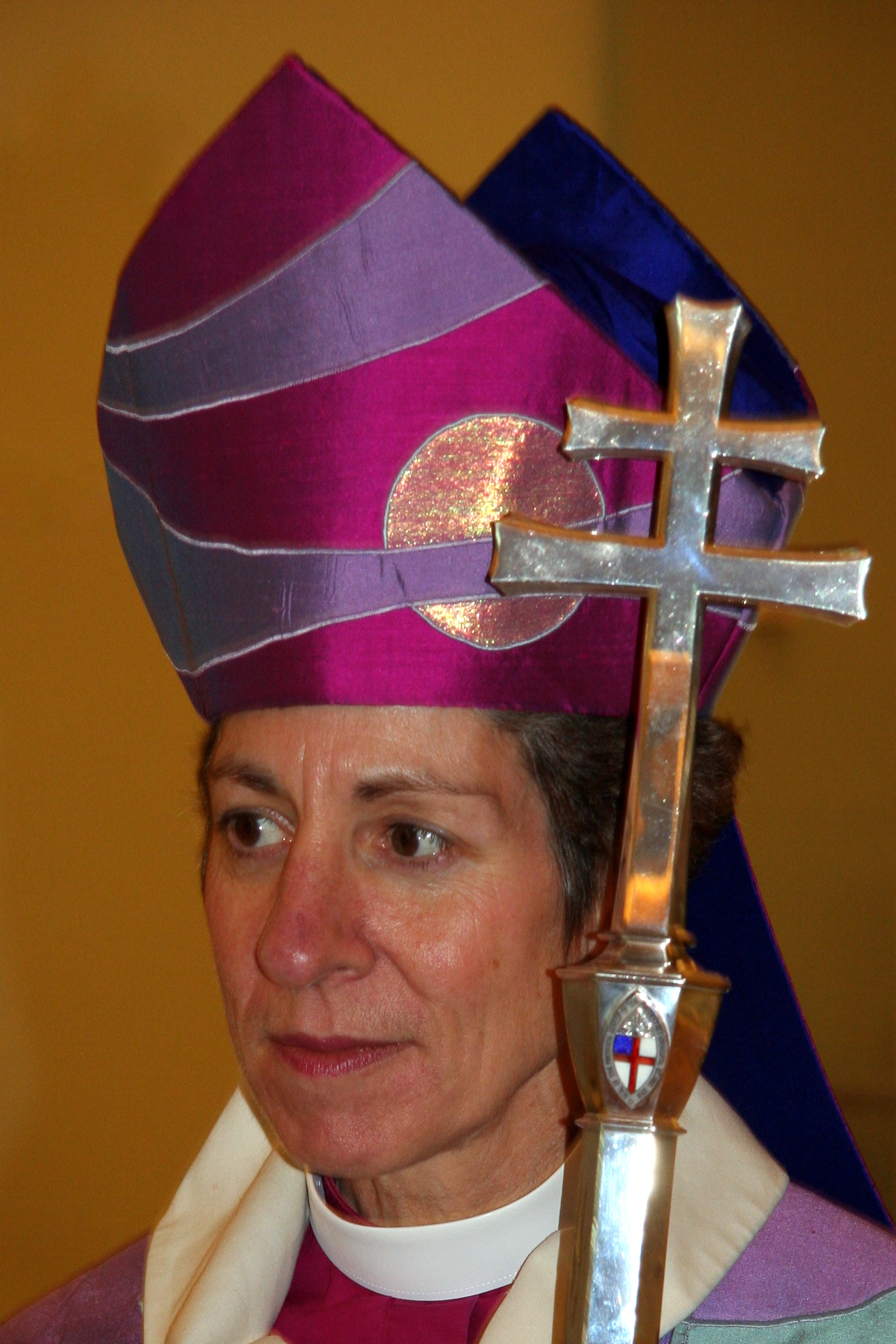
Katharine Jefferts Schori foi eleita em 2006 como a primeira Bispo Presidente na história da Igreja Episcopal e também a primeira primaz na Comunhão Anglicana.

A ordenação de mulheres, ou ordenação feminina, é a nomeação de mulheres como padres e bispos dentro das igrejas e comunidades cristãs. Ocorre em certas Igrejas Protestantes, mas não é aceita na Igreja Católica nem na Igreja Ortodoxa.
Grande parte da alegação de que apenas homens poderiam deter posições na Igreja provém das restrições afirmadas à mulher no versículo 1 Timóteo 2:12, o qual muitos estudiosos e líderes eclesiásticos interpretam que proíbe que elas tenham autoridade e ensinem na instituição. A opinião varia sobre quanto a quais funções estariam proibidas a elas.

## Igrejas cristãs protestantes luteranas
A Igreja da Suécia (protestante luterana) aceita a ordenação feminina desde 1958, e consequentemente há inúmeras mulheres-madres, algumas episcopisas, e desde 2013 uma arcebispa — Antje Jackelén.
A Igreja da Dinamarca (protestante luterana) teve a sua primeira mulher-madre em 1948.
Desde 1974 que a Igreja da Islândia (protestante luterana) tem mulheres-madres. Estas constituem atualmente 40% dos sacerdotes do país. Desde 2012, Agnes M. Sigurðardóttir é a arcebispa da Igreja da Islândia.

## Cristianismo evangélico
Certas denominações evangélicas autorizam oficialmente a ordenação de mulheres nas igrejas.  A primeira mulher batista que foi pastor consagrado é a americana Clarissa Danforth na denominação Batista de Livre Arbítrio em 1815. Posteriormente, outras ordenações de pastoras também aconteceram em várias denominações. Em 1882, nas Igrejas Batistas Americanas EUA. Em 1922, na União Batista da Grã-Bretanha. Nas Assembléias de Deus dos Estados Unidos, em 1927. Em 1965, na Convenção Batista Nacional, EUA. Em 1969, na Convenção Batista Nacional Progressista. Em 1975, na Igreja Internacional do Evangelho Quadrangular. Em 1978, nos Ministérios Batistas Australianos. Em 1980, na Convenção das Igrejas Batistas Filipinas.

## A Igreja de Jesus Cristo dos Santos dos Últimos Dias
Embora as mulheres não possam ter ofícios eclesiásticos do sacerdócio Aarônico ou de Melquisedeque, como bispo, presidente de ramo ou de estaca, e não realizarem ordenanças como batismos, distribuição do sacramento e ordenação de outros ao sacerdócio, elas podem exercer papéis de liderança, como na Sociedade de Socorro (SOC), professora na Escola Dominical e outras classes, concelhos locais das congregações, conhecidas como ala ou ramo, além de servirem como voluntárias, as jovens de 19 anos, por 1 ano e meio a missão de tempo integral.